# Acerentomon meridionale
Acerentomon meridionale är en urinsektsart som beskrevs av Josef Nosek 1960. Acerentomon meridionale ingår i släktet Acerentomon och familjen lönntrevfotingar. Inga underarter finns listade i Catalogue of Life.